# Пантічеу
Пантічеу (рум. Panticeu) — село у повіті Клуж в Румунії. Входить до складу комуни Пантічеу.
Село розташоване на відстані 350 км на північний захід від Бухареста, 29 км на північ від Клуж-Напоки.

## Населення
За даними перепису населення 2002 року у селі проживали 763 особи.
Національний склад населення села:
| Національність | Кількість осіб | Відсоток |
| -------------- | -------------- | -------- |
| румуни         | 680            | 89,1%    |
| цигани         | 67             | 8,8%     |
| угорці         | 16             | 2,1%     |

Рідною мовою назвали:
| Мова      | Кількість осіб | Відсоток |
| --------- | -------------- | -------- |
| румунська | 720            | 94,4%    |
| циганська | 28             | 3,7%     |
| угорська  | 15             | 2,0%     |